# FKムラドスト・ガツコ
FKムラドスト・ガツコ（FK Mladost Gacko）は、ボスニア・ヘルツェゴビナのスルプスカ共和国ガツコをホームタウンとするサッカークラブである。

## 歴史
1970年に創設された。
2002年にFKレオタル・トレビニェ、FKコザラ・グラディシュカ、FKボラツ・バニャ・ルカ、FKグラシナツ・ソコラツ、FKルダル・ウグリェヴィクと共にスルプスカ共和国のクラブが参加した最初のプレミイェル・リーガに昇格した。しかし、2002-03シーズンは降格圏に終わり、1シーズンで降格した。